# Tjålmakjaure (Arvidsjaurs socken, Lappland)
Tjålmakjaure är en sjö i Arvidsjaurs kommun i Lappland och ingår i Byskeälvens huvudavrinningsområde. Sjön har en area på 0,143 kvadratkilometer och ligger 413,4 meter över havet.

## Delavrinningsområde
Tjålmakjaure ingår i det delavrinningsområde (731639-163408) som SMHI kallar för Utloppet av Västra Järfojaur. Medelhöjden är 409 meter över havet och ytan är 30,91 kvadratkilometer. Räknas de 3 avrinningsområdena uppströms in blir den ackumulerade arean 132,14 kvadratkilometer. Avrinningsområdets utflöde Byskeälven mynnar i havet. Avrinningsområdet består mestadels av skog (82 procent). Avrinningsområdet har 4,28 kvadratkilometer vattenytor vilket ger det en sjöprocent på 13,8 procent.